# Bab Souika

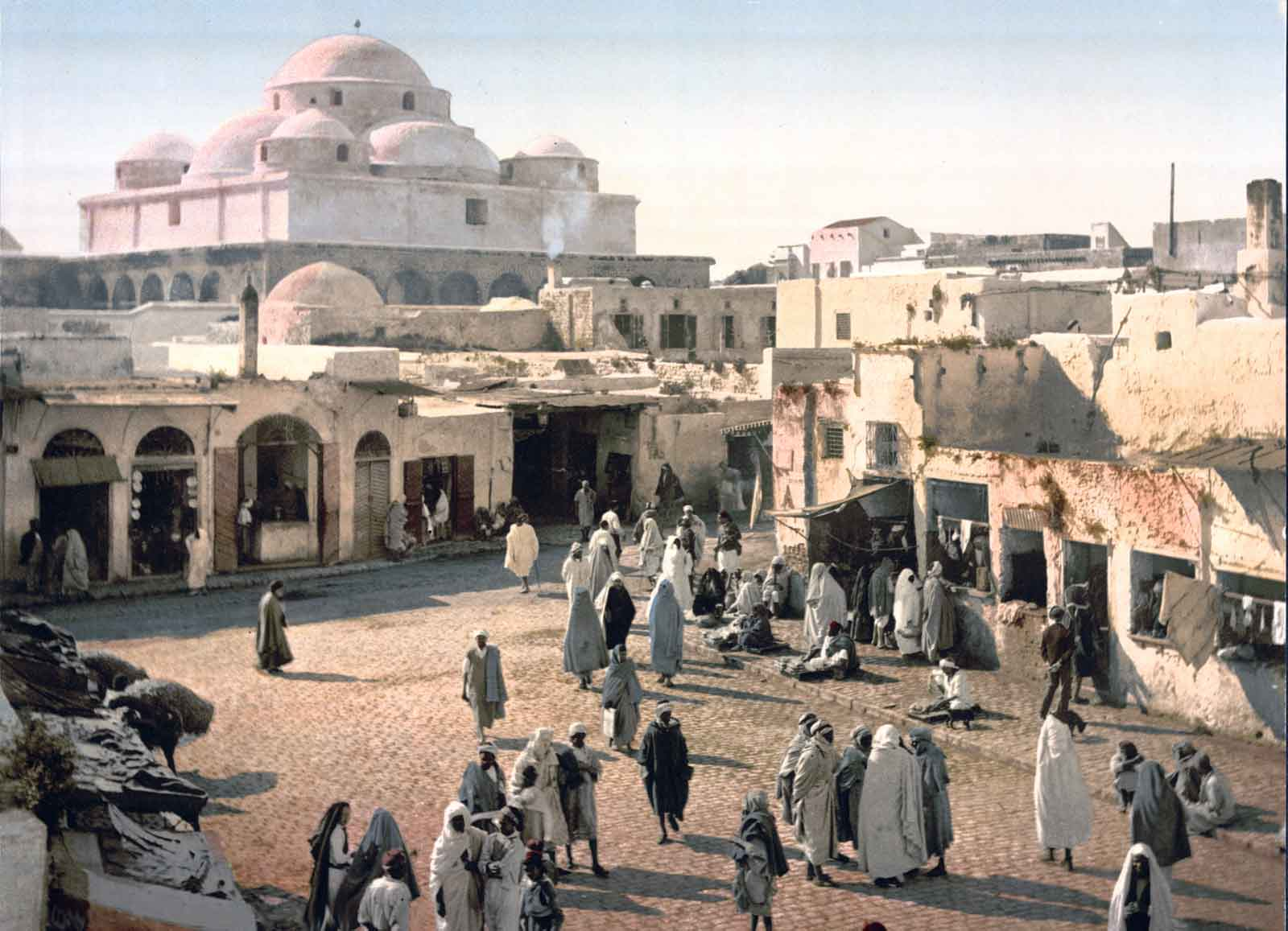
De Bab Souika in 1890, met de Sidi Mahrez-moskee.

De Bab Souika (Arabisch: باب سويقة; letterlijk Poort van de kleine bazaar) is een stadspoort aan de rand van de Tunesische hoofdstad Tunis. De poort ligt in de buurt van Halfaouine, tussen de Bab el Khadra en de Bab Saadoun. Het bouwwerk is vernoemd naar de daarbij gelegen wijk en is in 1861 deels afgebroken.
In 1014 vestigde de Tunesische wali Sidi Mahrez zich in Tunis, in een huis in Bab Souika, dat later zijn mausoleum en weer later de Sidi Mahrez-moskee zou worden.
Het hoofdkantoor van Espérance Sportive de Tunis ligt bij deze poort.

## Galerij

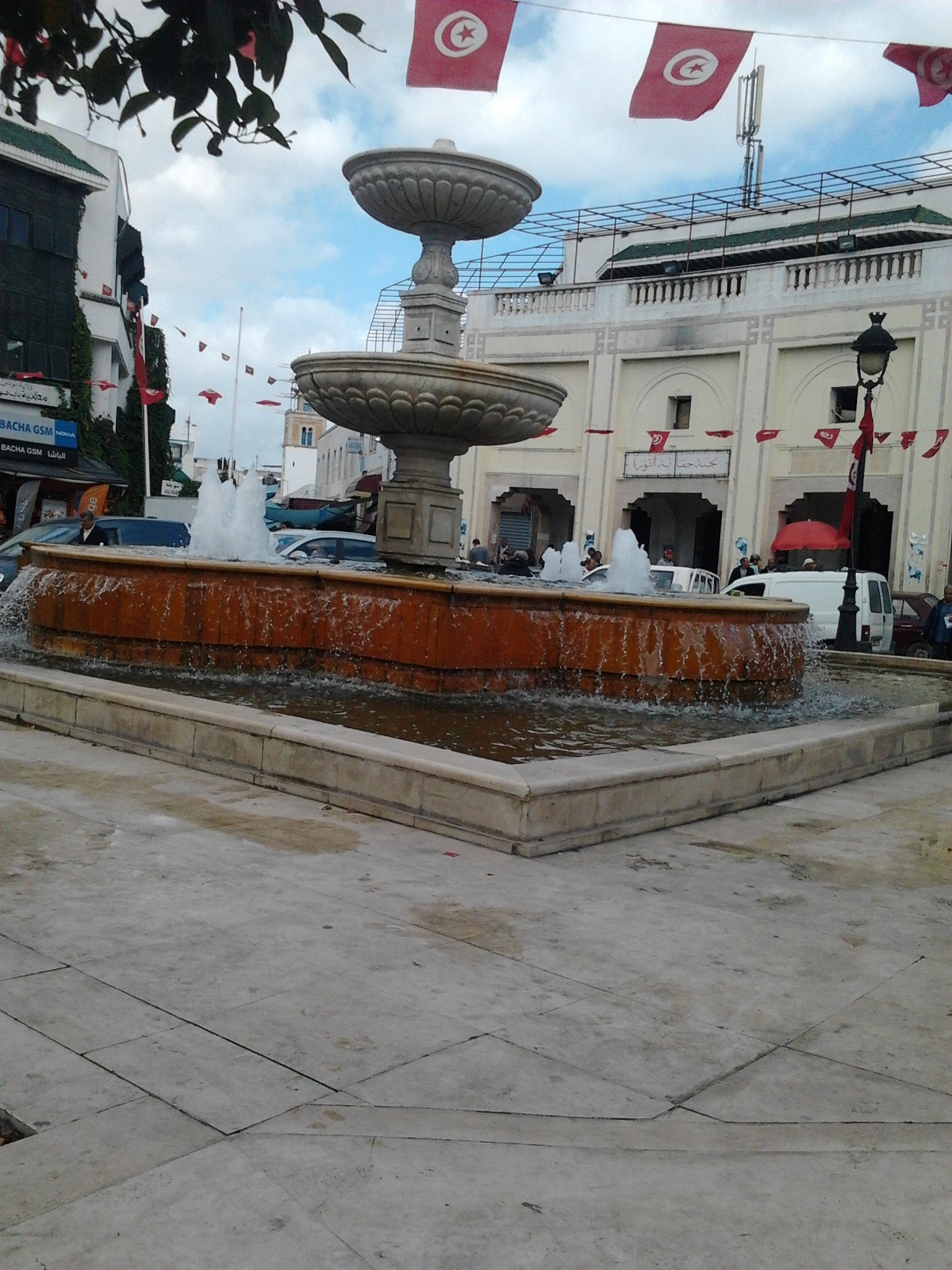
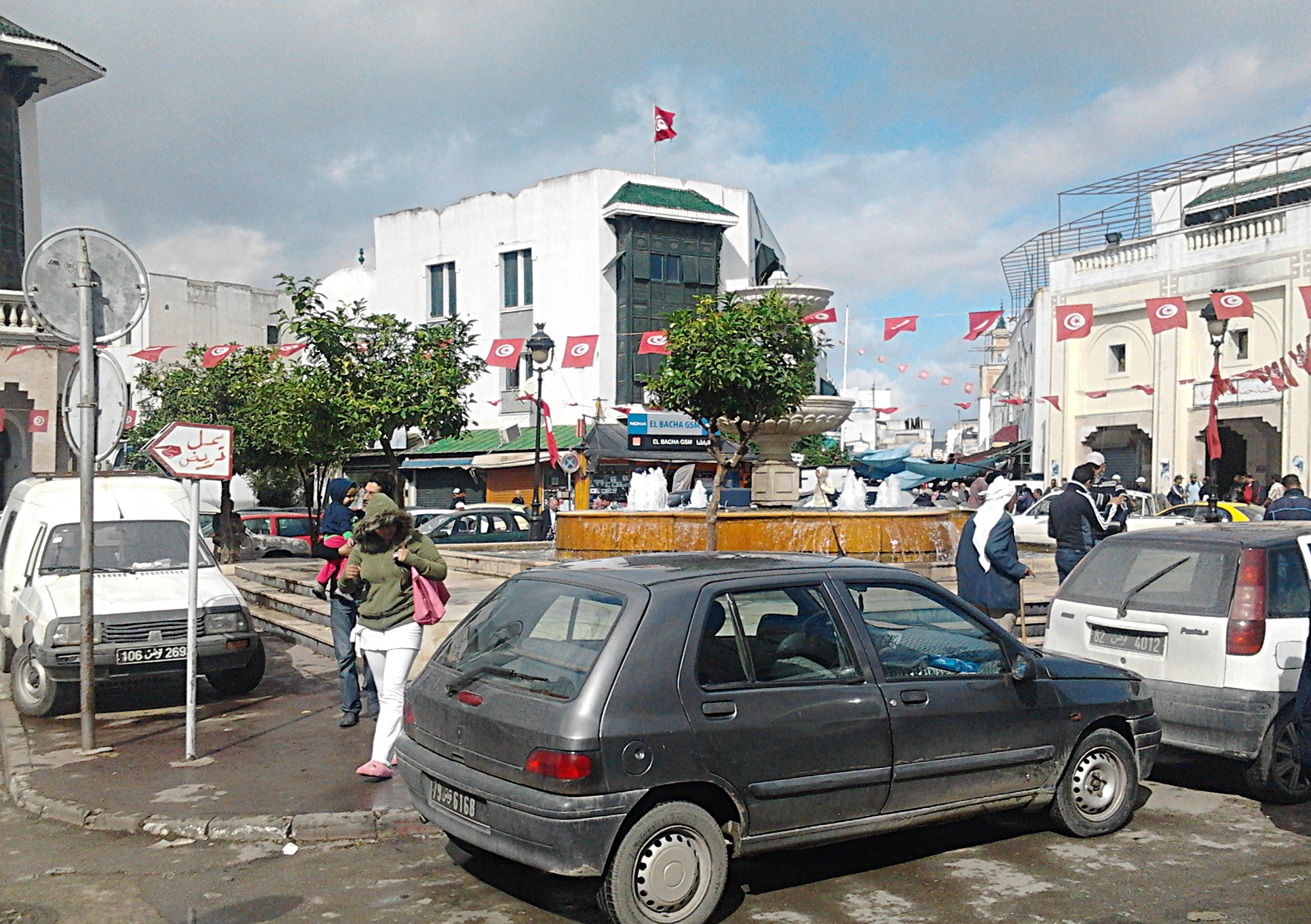